# Karlstraße (Eisenach)

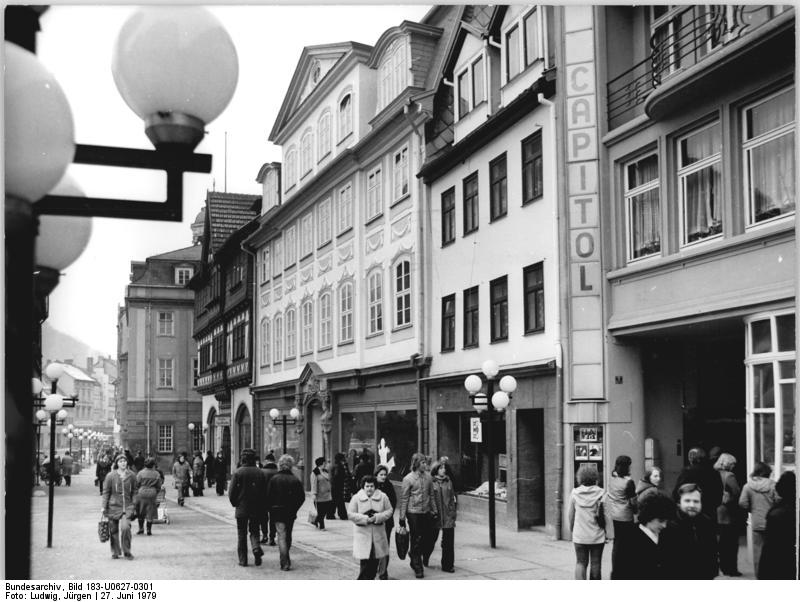
Die Karlstraße nach der Umgestaltung zur Fußgängerzone (1979)

Die Karlstraße ist eine innerstädtische Straße in Eisenach in Thüringen. Die von Baudenkmalen gesäumte Straße bildet den Kern der Eisenacher Fußgängerzone und ist die bedeutendste Einkaufspassage der Eisenacher Innenstadt.

## Lage
Die Karlstraße liegt im Stadtzentrum von Eisenach und ist Teil des Flächendenkmals Altstadt Eisenach. Sie verläuft in Ost-West-Richtung und verbindet den Eisenacher Markt mit dem Karlsplatz. Gemeinsam mit der sie kreuzenden Querstraße bildet sie die Eisenacher Fußgängerzone.

## Geschichte
Ihre Ursprünge hat die Karlstraße als Eisenacher Judengasse, sie war seither das hauptsächliche Wohn- und Geschäftsfeld der jüdischen Gemeinde Eisenachs, die hier im Bereich der heutigen Karlsstraße 23 bis ins 19. Jahrhundert hinein eine Synagoge betrieb. Der heutige Name Karlstraße rührt von Großherzog Carl Alexander von Sachsen-Weimar-Eisenach her. Von 1909 bis 1974 fuhr die Eisenacher Straßenbahn durch die Karlstraße. 1978/79 erfolgte die Umgestaltung zur Fußgängerzone.

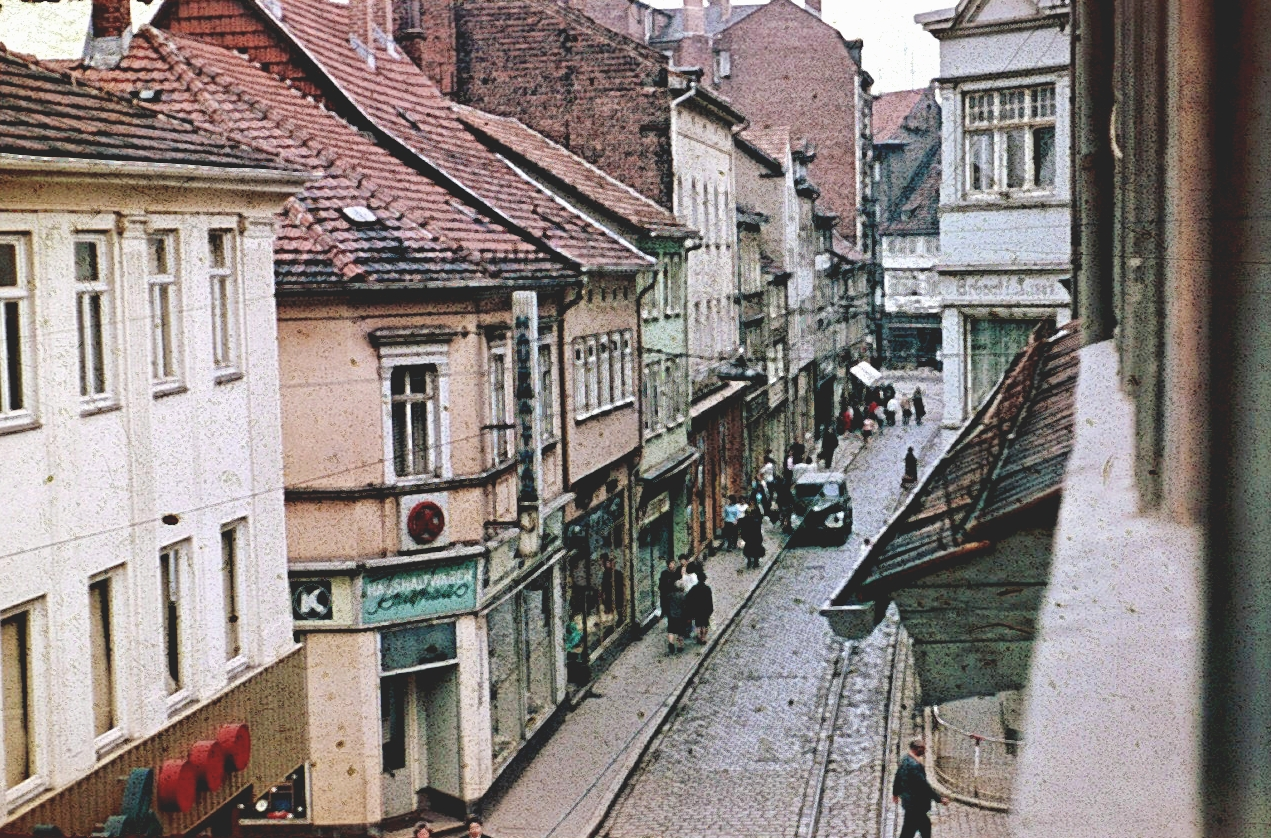
Der östliche Teil der Karlstraße (1974)
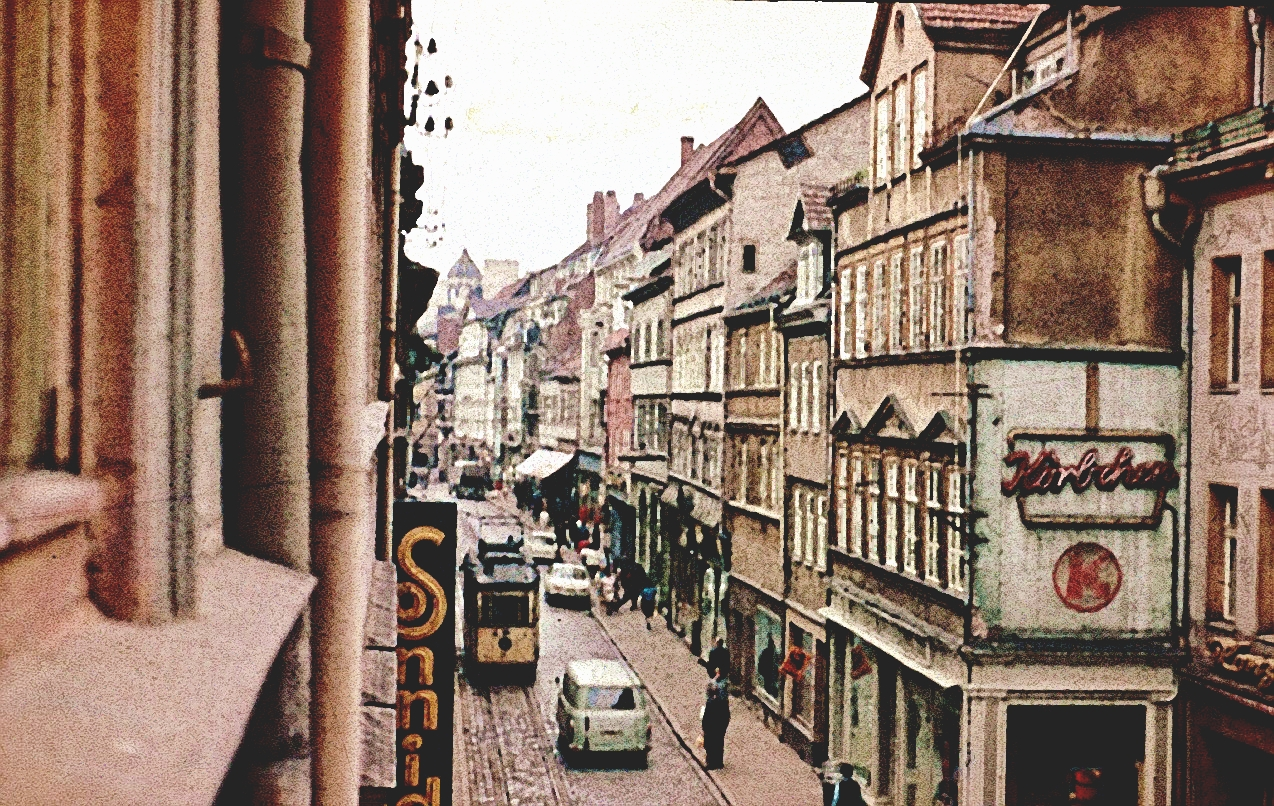
Der westliche Teil der Karlstraße (1974, mit Straßenbahn)
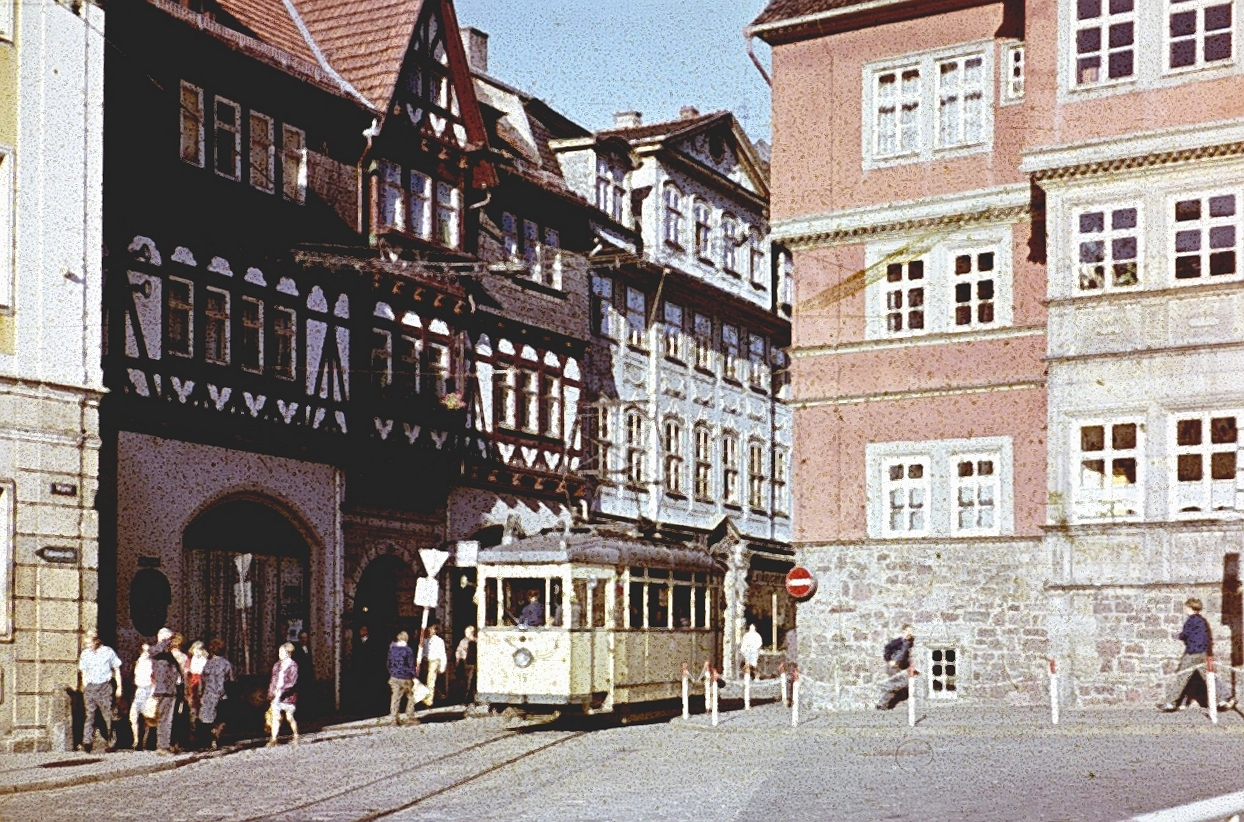
Der westliche Beginn der Karlstraße zwischen Rathaus und Ratsapotheke (1974)

## Bebauung (Auswahl)
Die Bebauung der Karlstraße ist geprägt von einer Fülle von denkmalgeschützten Wohn- und Geschäftsgebäuden.
| Foto | Name                         | Beschreibung / Lage |
| --- | ---------------------------- | --- |
| | Rathaus (Markt 2)            | Rathaus der Stadt Eisenach, Eckhaus zum Marktplatz mit Eingang zum Ratskeller in der Karlstraße                                                                                         |
| | Ratsapotheke (Karlstraße 1)  | frühere Hof- und heutige Ratsapotheke, Wohn- und Geschäftshaus |
| | Karlstraße 2–4               | Teil des 1996 errichteten Rathauskomplexes, Hauptstelle der Wartburg-Sparkasse |
| | Karlstraße 3                 | Wohn- und Geschäftshaus, ehemaliges Wohnhaus der Familie Eichel-Streiber; Goethe besuchte hier die Familie öfter, auch Napoleon stieg hier 1808 ab.                                     |
| | Karlstraße 7                 | Wohn- und Geschäftshaus, Rückseite des in der nördlich parallel verlaufenden Alexanderstraße gelegenen Kinos Capitol mit original erhaltener Fassadenreklame im Stil der 1920er Jahre   |
| Bild gesucht Die Wikipedia wünscht sich an dieser Stelle ein Bild vom hier behandelten Ort. Falls du dabei helfen möchtest, erklärt die Anleitung , wie das geht. BW | Karlstraße 14–16             | Wohn- und Geschäftshaus, erbaut in den 1930er Jahren für die Kreissparkasse Eisenach, heute Restaurant und Sitz einer Gebietsrepräsentanz der Landesbausparkasse (LBS) Hessen-Thüringen |
| | Karlstraße 17                | Wohn- und Geschäftshaus |
| | Karlstraße 33–35             | Wohn- und Geschäftshaus |
| | Karlstraße 34                | Wohn- und Geschäftshaus, Eckhaus zur Querstraße; ehemaliges Kaufhaus Dittmar, Architekt: Hermann Hahn                                                                                   |
| | Karlstraße 36                | Wohn- und Geschäftshaus, Eckhaus zur Querstraße; ehemaliges Konsum-Kaufhaus der Einheit                                                                                                 |
| | Karlstraße 48–50             | Wohn- und Geschäftshaus, ehemaliges Kaufhaus Jantzen, heute C&A |
| | Stadtapotheke, Karlstraße 52 | historische Stadtapotheke; Eckhaus zum Karlsplatz |
| | Karlsplatz 1                 | Wohn- und Geschäftshaus; Eckhaus zum Karlsplatz |